# Illfurth
Illfurth is een gemeente in het Franse departement Haut-Rhin (regio Grand Est). De gemeente telde op 1 januari 2022 2.428 inwoners en maakt deel uit van het arrondissement Altkirch.

## Geografie
De oppervlakte van Illfurth bedroeg op 1 januari 2022 9,16 vierkante kilometer; de bevolkingsdichtheid was toen 265,1 inwoners per km².

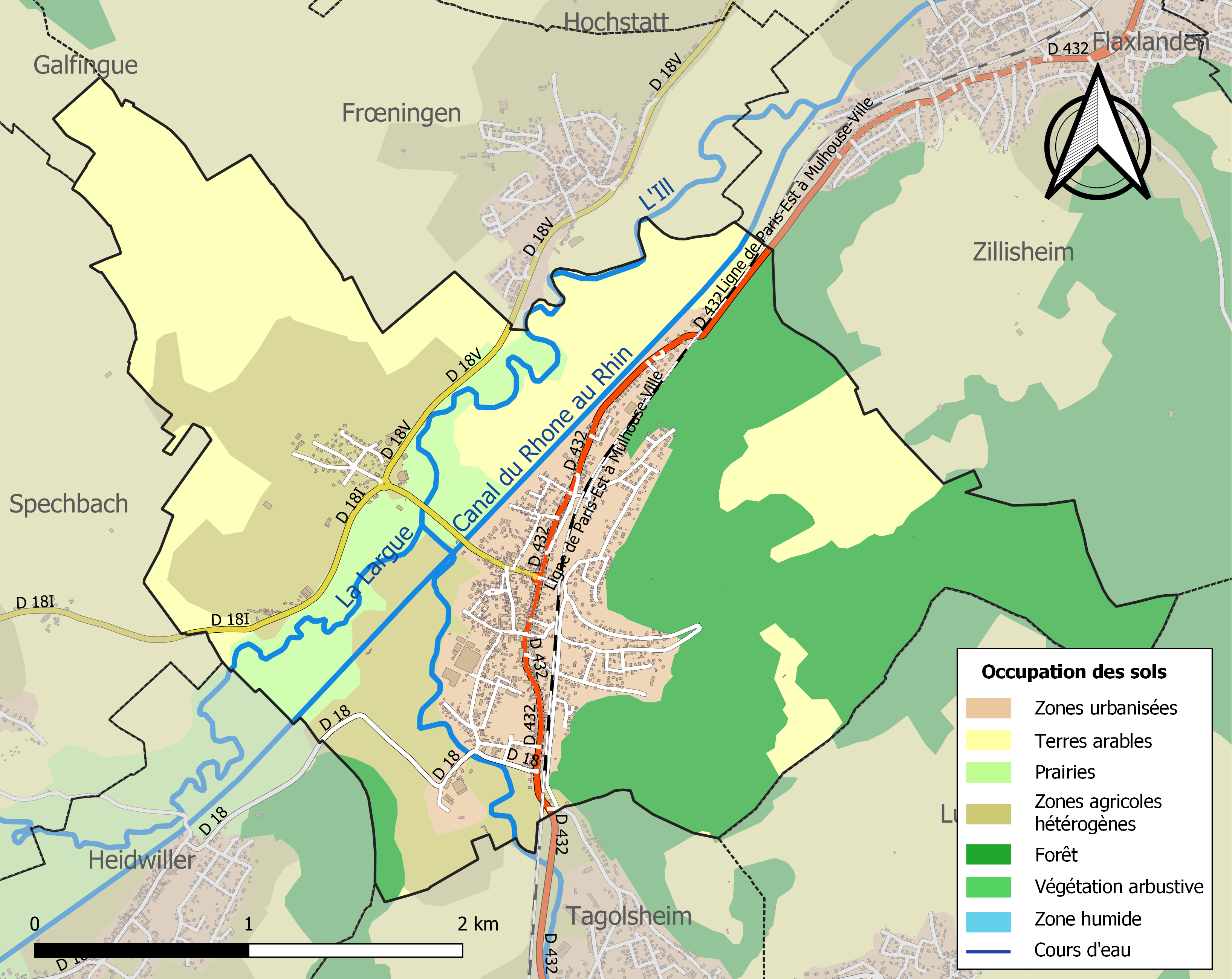
Kaart van de gemeente met de belangrijkste infrastructuur, bodemgebruik en omliggende gemeenten

## Demografie
Onderstaande figuur toont het verloop van het inwonertal (bron: INSEE-tellingen).

## Verkeer en vervoer
In de gemeente staat het spoorwegstation Illfurth.

## Bekende inwoners
- Albert Mayer (1892 - 1914), eerste Duitse soldaat gesneuveld in de Eerste Wereldoorlog.
- Charles-Édouard Schmerber (1894 - 1958), textielingenieur die de Schmerber definieerde.